# Club Sportiv Concordia Chiajna (calcio a 5)
Il Club Sportiv Concordia Chiajna è la sezione di calcio a 5 dell'omonima polisportiva romena con sede a Chiajna.

## Storia
La sezione di calcio a 5 è stata fondata nel 1999 e gioca nel campionato rumeno di calcio a 5 di prima divisione.